# کریستوفر گورهام
کریستوفر گورهام (به انگلیسی: Christopher Gorham)یک بازیگر آمریکایی است که از آثار معروف او می‌توان به بازی در مجموعه‌های امور پنهانی، بتی بی‌ریخته، روزی روزگاری، دوست‌پسر دوست‌دختر من و جزیره هارپر بوده‌است.

## زندگی شخصی
- وی فارغ‌التحصیل رشته هنر سینما و تئاتر از دانشگاه کالیفرنیا، لس‌آنجلس است.
- در دوران دانشگاه، وی به ورزش‌های رزمی علاقه داشته و در این ورزش‌ها فعالیت می‌کرده‌است.
- کریستوفر در سال ۲۰۰۰ با «انل لوپز» ازدواج کرد. این زوج صاحب ۳ فرزند، شامل ۲ پسر به نام‌های لوکاس (زاده ۲۰۰۱)، اتان (زاده ۲۰۰۳) و یک دختر به نام الوندرا سسیلیا (زاده ۲۰۰۹) هستند.

## پیوند
- کریستوفر گورهام در بانک اطلاعات اینترنتی فیلم‌ها